# 中共大同工委旧址
中共大同工委旧址，位于山西省大同市城区东街街道大庙角社区鼓楼东街56号，关帝庙西南侧约100米处。1937年6月，中共雁北工委在大同城内正式成立。
1966年4月23日，中共大同工委旧址成为第一批大同市文物保护单位。